# Apocephalus angustinervis
Apocephalus angustinervis är en tvåvingeart som beskrevs av Borgmeier 1961. Apocephalus angustinervis ingår i släktet Apocephalus och familjen puckelflugor. Inga underarter finns listade i Catalogue of Life.